# 샷 콜러
《샷 콜러》(영어: Shot Caller)는 2017년에 개봉한 미국의 범죄 스릴러 영화이다.

## 출연진
- 니콜라이 코스테르발다우 - 제이컵 “머니” 할런 역
- 오마리 하드윅 - 에드 커처 역
- 레이크 벨 - 케이트 할런 역
- 존 번솔 - 프랭크 “숏건” 역
- 에머리 코언 - 하우이 역
- 제프리 도너번 - 보틀스 역
- 에번 존스 - 초퍼 역
- 벤저민 브랫 - 샌체즈 보안관 역
- 홀트 매캘러니 - 제리 “더 비스트” 매닝 역
- 후안 파블로 라바 - 허먼 고메즈 역
- 맷 제럴드 - 필 콜 역
- 마이클 랜디스 - 스티브 역
- 제시 슈램 - 제니퍼 역
- 키스 자딘 - “리퍼” 역
- 크리스 브라우닝 - 토비 “레드우드” 심스 역
- 맥스 그린필드 - 톰 역

## 기타 제작진
- 총괄 제작: 매슈 로즈, 제프 스콜, 제프리 스톳, 리사 잼브리